# Полтъргайст
Вижте пояснителната страница за други значения на Полтъргайст.
Полтъргайст (от немски poltern – вдигам шум, и Geist – Дух) е рядък, неволеви и повтарящ се феномен, свързан с:
- различни шумове, премествания на предмети, появяване или изчезване на предмети
- Поява на ектоплазма

Обяснение на този феномен търсят науките за паранормалното, окултизма и науката.

## Хипотеза на паранормалните науки
Парапсихологията смята полтъргайстите за феномен на психокинеза, предизвикана от един или няколко души.
Полтъргайст е силно психологическо преживяване, съпроводено от чувство за обсебване, халюцинация и смущения в съня. Явлението е описано и във фолклора. Изследваните случаи показват – че това не е свръхестествен феномен.
- В мнозинството от случаите в близост има емоционален, неуравновесен подрастващ.
- Полтъргайст често съпровожда хората при преместване в ново жилище рядко причинява телесни наранявания.

## Полтъргайст-причини за създаване
Според голяма част от учените в паранормалната сфера полтъргайстът е дух на душа която не е могла да премине в отвъдното поради предизвикана смърт, при необслужени панихиди или неритуално погребение. Някои мислят че Полтъргайст не съществува. Същото се отнася за Дама Пика, Чарли, Самара и Кървавата Мери.

## Хипотеза на окултистите
За окултистите полтъргайстът, всъщност, е вид призрак, различаващ се от обикновените по способността си да се материализира в триизмерното пространство. Полтъргайстът най-често бива възприеман като източник на размирици и хаос.

## Научни хипотези
Някои учени предполагат, че случаите, които не са явна измама могат да бъдат обяснени като обикновени психологически или физически феномени: самовнушение, статично електричество, магнитно поле, ултра- и инфразвук, йонизация на въздуха.

## Християнство
От гледна точка на християнството полтъргайст е проява на демонични сили и феноменът не може да бъде обяснен от официалната наука.